# Сейбрук (Іллінойс)
Сейбрук (англ. Saybrook) — селище (англ. village) в США, в окрузі Маклейн штату Іллінойс. Населення — 654 особи (2020).

## Географія
Сейбрук розташований за координатами 40°25′41″ пн. ш. 88°31′34″ зх. д. / 40.42806° пн. ш. 88.52611° зх. д. (40.428122, -88.526162).  За даними Бюро перепису населення США в 2010 році селище мало площу 2,10 км², з яких 2,03 км² — суходіл та 0,07 км² — водойми.

## Демографія
Згідно з переписом 2010 року, у селищі мешкали 693 особи в 289 домогосподарствах у складі 186 родин. Густота населення становила 329 осіб/км².  Було 324 помешкання (154/км²).
Расовий склад населення:
| - 98,3 % — білих - 0,4 % — чорних або афроамериканців - 0,3 % — корінних американців |

До двох чи більше рас належало 0,9 %. Частка іспаномовних становила 1,2 % від усіх жителів.
За віковим діапазоном населення розподілялося таким чином: 24,7 % — особи молодші 18 років, 57,4 % — особи у віці 18—64 років, 17,9 % — особи у віці 65 років та старші. Медіана віку мешканця становила 39,6 року. На 100 осіб жіночої статі у селищі припадало 93,6 чоловіків;  на 100 жінок у віці від 18 років та старших — 87,8 чоловіків також старших 18 років.
Середній дохід на одне домашнє господарство  становив 61 607 доларів США (медіана — 54 688), а середній дохід на одну сім'ю — 65 380 доларів (медіана — 65 104). Медіана доходів становила 44 375 доларів для чоловіків та 30 972 долари для жінок. За межею бідності перебувало 19,0 % осіб, у тому числі 38,2 % дітей у віці до 18 років та 1,5 % осіб у віці 65 років та старших.
Цивільне працевлаштоване населення становило 351 осіб. Основні галузі зайнятості: освіта, охорона здоров'я та соціальна допомога — 16,0 %, виробництво — 14,8 %, фінанси, страхування та нерухомість — 13,4 %.